# Joseph McMoneagle
Joseph McMoneagle (né le 10 janvier 1946 à Miami en Floride) est un sujet psi américain connu pour avoir participé à une étude de vision à distance conduite par les services secrets américains et le Stanford Research Institute dans le cadre du Stargate Project jusqu'au milieu des années 1990 concernant l’usage militaire de capacités paranormales.

## Biographie
McMoneagle est issu d’une famille marquée par l'alcoolisme, la maltraitance et la pauvreté. Enfant, selon ses dires, il aurait eu des visions la nuit lorsqu'il avait peur, et aurait commencé à aiguiser ses capacités psychiques à l'adolescence pour se protéger lorsqu'il faisait de l'auto-stop. Il s'est engagé dans l'armée en 1964, à l'âge de 18 ans, dans le but d’échapper à l’agitation familiale. En 1978, McMoneagle devient un télépathe expérimental alors qu'il servait déjà dans les services de renseignement de l'armée américaine.

## Participation au programme Stargate
Après l'audition de 3000 personnes, 6 ont été retenues, dont McMoneagle qui reçut le nom de code de « voyant à distance 001 » dans l’unité de Fort Meade dans le Maryland.
Selon McMoneagle, la vision à distance, au-delà des limites du temps et de l'espace, est une réalité. Il déclare par exemple avoir vu à distance une centrale nucléaire chinoise, la crise iranienne des otages, les brigades rouges  et avoir découvert l’existence et localisé un sous-marin soviétique de classe Typhoon en 1979, ce que des photos satellites de 1980 ont confirmé.
Selon McMoneagle ce programme de vision à distance a été interrompu parce que les personnes impliquées avaient eu peur du ridicule du fait de leur association avec des phénomènes psy et que cela entraînait des risques pour la continuation de leur carrière. Selon la CIA, le projet est interrompu parce que les résultats ne sont pas probants et se révèlent sans intérêt pour les services secrets.
Joseph McMoneagle est soutenu par Charles Tart et a reçu la Legion of Merit pour services civils rendus à l'armée.

## Télévision
- McMoneagle est apparu sur la chaine du National Geographic lors de l’épisode "Naked Science"[7] avec Edwin May[8] qui a testé la capacité de McMoneagle à voir des lieux à distance avec des « résultats mitigés »[9].
- En 1994, McMoneagle est apparu sur le réseau ABC  pour l’émission Put to the test[10],[11]
- En 1995, McMoneagle a défendu le Stargate program dans une interview pour le Washington Post[12].
- McMoneagle est le coauteur d’un épisode de la série télévisée de science-fiction Dead Zone dans lequel la vision à distance est utilisée pour retrouver Oussama ben Laden. L’épisode a d’abord été annulé à cause de quelques plaintes autour du sujet traité puis a finalement été diffusé quelques mois plus tard[13].

## Critique
Selon le chercheur sceptique Brian Dunning : « La seule chose que j’ai trouvé impressionnante dans la démonstration de McMoneagle est la narration et le montage qui donne l’impression d’avoir affaire au phénomène paranormal le plus étonnant et miraculeux de l’histoire ».

## Livres
- (en) Mind Trek : Exploring Consciousness, Time, and Space Through Remote Viewing, Hampton Roads Publishing Company, 1993, 259 p. (ISBN 1-878901-72-9, OCLC 29858629)
- (en) The Ultimate Time Machine : A Remote Viewer's Perception of Time and Predictions for the New Millennium, Charlottesville, VA, Hampton Roads Publishing Company, 1998, 275 p. (ISBN 978-1-57174-102-8, OCLC 40308919)
- (en) Remote Viewing Secrets : A Handbook, Charlottesville, VA, Hampton Roads Publishing Company, 2000, 296 p. (ISBN 1-57174-159-3, OCLC 44115863)
- (en) The Stargate Chronicles : Memoirs of a Psychic Spy, Charlottesville, VA, Hampton Roads Publishing Company, 2002, 299 p. (ISBN 1-57174-225-5, OCLC 50679067)